# Dania na Zimowych Igrzyskach Olimpijskich 1998
Danię na Zimowych Igrzyskach Olimpijskich 1998 reprezentowało 12 zawodników. Był to dziewiąty start Danii na zimowych igrzyskach olimpijskich.

## Zdobyte medale
| Medal  | Zawodniczki                                                               | Dyscyplina | Konkurencja    | Rezultat                          | Data      | Źródło |
| ------ | ------------------------------------------------------------------------- | ---------- | -------------- | --------------------------------- | --------- | ------ |
| Srebro | Helena Blach Lavrsen Margit Pörtner Dorthe Holm Trine Qvist Jane Bidstrup | curling    | turniej kobiet | przegrana w finale z Kanadą (7:5) | 15 lutego | [ 3 ]  |

## Dyscypliny

### Biegi narciarskie
Mężczyźni
| Konkurencja                     | Zawodnik       | Czas       | Pozycja | Źródło |
| ------------------------------- | -------------- | ---------- | ------- | ------ |
| bieg ze startu wspólnego, 30 km | Michael Binzer | 1:49:42,20 | 58.     | [ 4 ]  |
| bieg pościgowy, 10 km           | Michael Binzer | 30:14,20   | 46.     | [ 5 ]  |
| bieg łączony, 25 km             | Michael Binzer | 45:12,00   | 41.     | [ 6 ]  |
| bieg indywidualny, 50 km        | Michael Binzer | 2:19:20,70 | 41.     | [ 7 ]  |

### Curling
| Konkurencja    | Drużyna                                                                   | Faza grupowa     | Faza grupowa          | Faza grupowa     | Faza grupowa     | Faza grupowa            | Faza grupowa     | Faza grupowa     | Faza grupowa | Półfinały        | Finał            | Pozycja | Źródło |
| Konkurencja    | Drużyna                                                                   | Przeciwnik Wynik | Przeciwnik Wynik      | Przeciwnik Wynik | Przeciwnik Wynik | Przeciwnik Wynik        | Przeciwnik Wynik | Przeciwnik Wynik | Pozycja      | Przeciwnik Wynik | Przeciwnik Wynik | Pozycja | Źródło |
| -------------- | ------------------------------------------------------------------------- | ---------------- | --------------------- | ---------------- | ---------------- | ----------------------- | ---------------- | ---------------- | ------------ | ---------------- | ---------------- | ------- | ------ |
| turniej kobiet | Helena Blach Lavrsen Margit Pörtner Dorthe Holm Trine Qvist Jane Bidstrup | Niemcy · 6:5     | Wielka Brytania · 9:3 | Szwecja · 4:5    | Kanada · 5:9     | Stany Zjednoczone · 8:5 | Dania · 6:4      | Norwegia · 8:3   | 3.           | Szwecja · 7:5    | Kanada · 5:7     | srebro  | [ 3 ]  |

### Łyżwiarstwo figurowe
| Konkurencja | Zawodnik         | Program krótki | Program krótki | Program dowolny | Program dowolny | Łączna nota | Pozycja | Źródło |
| Konkurencja | Zawodnik         | Nota           | Pozycja        | Nota            | Pozycja         | Łączna nota | Pozycja | Źródło |
| ----------- | ---------------- | -------------- | -------------- | --------------- | --------------- | ----------- | ------- | ------ |
| soliści     | Michael Tyllesen | 4,5            | 9.             | 11,0            | 11.             | 15,5        | 9.      | [ 8 ]  |

### Narciarstwo alpejskie
Mężczyźni
| Konkurencja   | Zawodnik        | 1 przejazd/ Slalom | 2 przejazd/ Zjazd | Rez. końcowy | Rez. końcowy | Źródło |
| Konkurencja   | Zawodnik        | 1 przejazd/ Slalom | 2 przejazd/ Zjazd | Czas         | Pozycja      | Źródło |
| ------------- | --------------- | ------------------ | ----------------- | ------------ | ------------ | ------ |
| kombinacja    | Tejs Broberg    | DNF                | NQ                | DNF          | DNF          | [ 9 ]  |
| kombinacja    | Arne Hardenberg | DNF                | NQ                | DNF          | DNF          | [ 9 ]  |
| supergigant   | Tejs Broberg    | N/A                | N/A               | 1:41,09      | 35.          | [ 10 ] |
| slalom gigant | Tejs Broberg    | 1:25,14            | 1:22,00           | 2:47,14      | 27.          | [ 11 ] |

Kobiety
| Konkurencja   | Zawodniczka       | 1 przejazd/ Slalom | 2 przejazd/ Zjazd | Rez. końcowy | Rez. końcowy | Źródło |
| Konkurencja   | Zawodniczka       | 1 przejazd/ Slalom | 2 przejazd/ Zjazd | Czas         | Pozycja      | Źródło |
| ------------- | ----------------- | ------------------ | ----------------- | ------------ | ------------ | ------ |
| slalom        | Katrine Hvidsteen | 51,10              | DNF               | DNF          | DNF          | [ 12 ] |
| slalom gigant | Katrine Hvidsteen | DNF                | NQ                | DNF          | DNF          | [ 13 ] |

### Narciarstwo dowolne
Jazda po muldach
| Konkurencja | Zawodniczka   | Kwalifikacje | Kwalifikacje | Kwalifikacje | Finał | Finał  | Finał   | Źródło |
| Konkurencja | Zawodniczka   | Czas         | Punkty       | Miejsce      | Czas  | Punkty | Miejsce | Źródło |
| ----------- | ------------- | ------------ | ------------ | ------------ | ----- | ------ | ------- | ------ |
| kobiety     | Anja Bolbjerg | 34,41        | 22,41        | 9.           | 31,38 | 22,09  | 13.     | [ 14 ] |

### Snowboarding
Gigant
| Konkurencja   | Zawodnik       | Przejazd 1 | Przejazd 2 | Razem   | Poz. końcowa | Źródło |
| ------------- | -------------- | ---------- | ---------- | ------- | ------------ | ------ |
| slalom gigant | Mike Kildevæld | 1:02,75    | 1:07,67    | 2:10,42 | 15.          | [ 15 ] |